# Sketches on Sea
Albums de Sophie Hunger
Monday's Ghost
(2008)
Sketches on Sea est le premier album de la chanteuse suisse Sophie Hunger publié en 2006.

## Historique et réception
Quelque part entre Norah Jones et Cat Power, Sophie Hunger invente un songwriting à la fois
moderne et traditionnel, qui repousse les frontières musicales. Sketches On Sea dévoile ainsi des
sonorités folk, jazz ou soul, esquissant les contours d’un univers aux allures d’auberge espagnole,
habité par une voix d’exception, mature et fragile à la fois. Des inflexions multiples que la jeune
Zurichoise magnifie encore sur scène, variant les ambiances et les tempi avec une aisance rare,
passant d’un blues sautillant à des ballades plus intimistes au piano.

## Titres de l'album
1. Mr. Porter's Wedding - 1:53
2. Züri - 3:08
3. Sad Fisherman - 3:37
4. Marketplace - 3:53
5. Leaving Tehran - 3:08
6. Beauty Above All - 2:41
7. Before You Say... - 1:24
8. Hello? - 2:50
9. Dr Stummi - 4:00
10. Nashville - 3:28
11. The Tourist - 0:41
12. Dia Fahrenda - 6:35
13. Lied Für Zwärger - 4:29
14. Flucht Nach Obe - 3:29